# Saltuarius eximius
Saltuarius eximius is een hagedis die behoort tot de gekko's en de familie Carphodactylidae.

## Naam en indeling
De wetenschappelijke naam van de soort werd voor het eerst voorgesteld door Conrad Hoskin en Patrick Couper in 2013 in het wetenschappelijk tijdschrift Zootaxa.

## Uiterlijke kenmerken
Hij behoort tot de gekko's met een bladvormige staart en Het dier heeft een bijzonder primitief uiterlijk. Het lichaam is extreem langgerekt in vergelijking met andere gekko's. De poten zijn zeer lang terwijl de kop juist kort is. De staart is zeer breed en is aan de randen voorzien van langwerpige, uitsteeksels in een golvend patroon. Het uiteinde van de staart bestaat uit een langwerpige punt.

## Levenswijze
Saltuarius eximius is 's nachts actief en verbergt zich overdag onder keien. 's Nachts gaat de gekko op jacht, vermoedelijke prooien zijn spinnen en insecten.

## Verspreiding en habitat
Saltuarius eximius leeft endemisch in een afgelegen regenwoud in de hooglanden van Cape Melville in het uiterste noorden van Queensland, Australië. De habitat bestaat uit vochtige tropische en subtropische laaglandbossen.

## Beschermingsstatus
Door de internationale natuurbeschermingsorganisatie IUCN is de beschermingsstatus 'bedreigd' toegewezen (Endangered of EN).